# 9 (álbum de Lil' Kim)
«9» es el quinto álbum de estudio de la rapera estadounidense, Lil' Kim. Fue lanzado el 11 de octubre de 2019 mediante el sello discográfico independiente de eOne y Queen Bee Entertainment. Es su primer álbum lanzado en los últimos 14 años desde su antecesor The Naked Truth lanzado en 2005. 9 viene dividido en dos partes y la segunda que fue anunciada a ser lanzada en un futuro.
El sencillo principal del álbum, "Nasty One", fue lanzado el 11 de julio de 2018, además de contar con un remix el cual contó con la participación de la rapera inglesa Stefflon Don, HoodCelebrityy y Kranium. El segundo sencillo "Go Awff", fue lanzado el 14 de febrero de 2019.
El primer sencillo fue 'Go Awff', lanzado de manera oficial el 14 de febrero de 2019 y Found You de manera promocional el 27 de septiembre del mismo año.

## Antecedentes
Lil' Kim anunció que su álbum sería lanzado el 17 de mayo de 2019. La rapera describió el significado detrás del título del álbum en una entrevista con BET en la alfombra roja de los 2019 BET Awards: "Es un número de despertar espiritual para mí. Además, cuando comencé en Junior M.A.F.I.A. eran 9 miembros, mi hija nació el 9 de junio, Biggie murió el 9 de marzo, es 2019. Es un número poderoso para mí. (...) Soy muy espiritual y un día Dios me estaba hablando y yo estaba como '7 es mi número preferido' y él dijo 'sí, pero 9 es tu número favorito' y dije gracias Jesús, te amo. Voy por el 9." En Abril, anunció que su sello eOne decidió retrasar la fecha de lanzamiento del álbum la cual estaba prevista para ser publicada en julio de 2019 coincidiendo con el estreno del reality show de Kim, Girls Cruise.
Durante una entrevista para la revista Billboard, Kim describió el álbum como un "medio feliz" del cual quiere incorporar en su música, diciendo: "Las cosas cambiaron, y quiero darles a mis fans lo que he hecho y un poco más de algo nuevo". También dijo: "Mis fans me han visto en m*erdas hardcore, por las calles viéndome ser una pandillera, Dispararé tu culo si me engañas o me robas. Ellos ya han visto sobre eso, ya lo hice. Y por ultimo, ya viví eso!. Así que es como, déjame ver otro lado de Kim. ¿Por qué no? Veamos una parte más divertida, más sensual."
La portada del nuevo álbum de Lil' Kim fue mostrada como sorpresa en el cumpleaños del difunto The Notorious B.I.G. este 21 de mayo de 2019, Ace Amir fue el fotógrafo que se encargó de esta portada.

## Promoción
En 2018, la canción "Nasty One", previamente programada como el primer sencillo del álbum, finalmente no se incluyó en el listado de canciones. "Go Awff", el cual fue lanzado en febrero de 2019, terminó convirtiéndose en el sencillo principal, con un video musical lanzado en marzo. En abril, la rapera lanzó un sencillo promocional "No Auto Blanco" exclusivamente para ser escuchado mediante SoundCloud, sin embargo terminó siendo incluido en el disco con el nombre de 'Auto Blanco'. Fue seguido por el segundo sencillo oficial "Found You" con O.T. Genasis, Yung Miami de las City Girls y Watts Up Mickey en septiembre de 2019. El 3 de octubre, Lil' Kim lanzó el tercer sencillo, "Pray for Me", con Rick Ross y Musiq Soulchild, y confirmó el 11 de octubre como la fecha de lanzamiento final del álbum. Aunque originalmente se informó que constaba de 13 pistas, el álbum finalmente incluyó solo nueve canciones. La canción "Missing" previamente confirmada se dejó fuera del álbum.
Lil' Kim anunció que la segunda parte de 9 se lanzará en una fecha posterior y que incluirá una canción con Missy Elliott y Paris Hilton, así como colaboraciones con Remy Ma, Fabolous, con quienes ha colaborado en el pasado, en "Wake Me Up" y "Spicy", respectivamente, y con la comediante Pretty Vee que apareció en Girls Cruise. La primera parte de 9 fue lanzada como una edición de lujo en CD que incluía “Nasty One (Remix)” como pista extra. "Spicy" fue lanzado como una bonus track en el lanzamiento de vinilo del álbum.

## Recepción de los Críticos
El álbum se encontró en los "mejores álbumes nuevos de la semana" de NPR en el momento de su lanzamiento, y recibió críticas mixtas y positivas de los críticos. Jordan Bassett de NME calificó el álbum con 3 de 5 estrellas y lo describió como "lascivo, contrario y polémico, todas las cualidades que hacen de Kim un ícono".

## Rendimiento Comercial
Debido a su pobre comercialización, 9 no logró impactar en el listado del Billboard 200 debido a los bajos streams, pero logró alcanzar la posición número 7 en el listado de ventas de álbumes rap de Billboard y número 47 en el listado de ventas de álbumes general de Billboard.

## Lista de canciones
| N.º | Título                                          | Duración |  |
| 1.  | «Pray for Me» (con Rick Ross y Musiq Soulchild) | 4:51     |  |
| 2.  | «Bag»                                           | 3:47     |  |
| 3.  | «Catch My Wave» (con Rich the Kid)              | 3:49     |  |
| 4.  | «Go Awff»                                       | 3:12     |  |
| 5.  | «Too Bad»                                       | 3:39     |  |
| 6.  | «You Are Not Alone»                             | 2:45     |  |
| 7.  | «Found You» (con O.T. Genasis y City Girls)     | 3:32     |  |
| 8.  | «Auto Blanco»                                   | 2:10     |  |
| 9.  | «Jet Fuel»                                      | 3:14     |  |